# Real Madrid Castilla
Real Madrid Castilla, còn gọi là Real Madrid B, là một đội bóng đá Tây Ban Nha đang chơi ở Segunda División B. Đây là đội dự bị của CLB Real Madrid, và do đó là một phần không thể thiếu trong học viện trẻ của Real Madrid, là nơi mà các học viên xuất sắc nhất sẽ được đôn lên đội một - Real Madrid La Fábrica. Sân nhà của Real Madrid Castilla là sân vận động Alfredo Di Stéfano.
Không giống như hệ thống các giải bóng đá ở Anh, đội dự bị ở Tây Ban Nha chơi ở cùng một hệ thống giải đấu với đội chuyên nghiệp. Tuy nhiên, đội dự bị không thể chơi ở cùng một giải đấu với đội một. Do đó, Real Madrid B không đủ điều kiện lên La Liga. Đội dự bị cũng không được tham dự Copa del Rey. Ngoài ra, chỉ dưới 23 cầu thủ, hoặc dưới 25 cầu thủ với một hợp đồng chuyên nghiệp, có thể chuyển giao giữa đội chuyên nghiệp và đội dự bị.
Trong khi một vài cầu thủ đã được khẳng định chính mình ở đội một Real Madrid, thì một số cựu cầu thủ Castilla như Ismael Urzaiz, Santiago Cañizares, Juan Mata, Álvaro Negredo, Mista và Luis García lại có sự nghiệp thành công với các câu lạc bộ khác.

## Lịch sử

### AD Plus Ultra
Năm 1948, đội địa phương Agrupación Deportiva Plus Ultra, chơi ở Tercera División, đồng ý trở thành đội dự bị của Real Madrid. Được thành lập vào năm 1930, đội lấy tên từ phương châm quốc gia của Tây Ban Nha. AD Plus Ultra thực sự được hỗ trợ tài chính để đổi lấy quyền lựa chọn trước những cầu thủ xuất sắc nhất của đội. Đến năm 1949, họ có trận ra mắt ở Segunda Division và đến năm 1952, câu lạc bộ trở thành đội dự bị chính thức của Real. Năm 1959, họ lọt vào tứ kết Copa del Generalissimo, thua chung cuộc 7–2 trước đội vô địch cuối cùng của giải đấu, Granada.

## Cầu thủ
Ghi chú: Quốc kỳ chỉ đội tuyển quốc gia được xác định rõ trong điều lệ tư cách FIFA. Các cầu thủ có thể giữ hơn một quốc tịch ngoài FIFA.
| Số | VT | Quốc gia          | Cầu thủ                                         |
| -- | -- | ----------------- | ----------------------------------------------- |
| 1  | TM | Tây Ban Nha       | Luis López                                      |
| 2  | HV | Brasil            | Vinicius Tobias (on loan from Shakhtar Donetsk) |
| 3  | HV | Tây Ban Nha       | Rafa Marín                                      |
| 4  | HV | Tây Ban Nha       | Álvaro Carrillo                                 |
| 5  | HV | Tây Ban Nha       | Pablo Ramón                                     |
| 6  | TV | Tây Ban Nha       | Mario Martín                                    |
| 7  | TV | Pháp              | Théo Zidane                                     |
| 8  | TV | Tây Ban Nha       | Carlos Dotor (captain)                          |
| 9  | TĐ | Tây Ban Nha       | Noel López                                      |
| 10 | TV | Tây Ban Nha       | Sergio Arribas (vice-captain)                   |
| 11 | TV | Cộng hòa Dominica | Peter González                                  |

| Số | VT | Quốc gia    | Cầu thủ                                    |
| -- | -- | ----------- | ------------------------------------------ |
| 13 | TM | Tây Ban Nha | Lucas Cañizares                            |
| 14 | TV | Tây Ban Nha | Álvaro Martín                              |
| 16 | TV | Nhật Bản    | Pipi Nakai                                 |
| 17 | TĐ | Tây Ban Nha | Álvaro Leiva                               |
| 18 | TV | Tây Ban Nha | Javi Villar                                |
| 19 | HV | Tây Ban Nha | Marvel                                     |
| 20 | TĐ | Uruguay     | Álvaro Rodríguez                           |
| 21 | TĐ | Tây Ban Nha | Iker Bravo (on loan from Bayer Leverkusen) |
| 22 | TĐ | Tây Ban Nha | Óscar Aranda                               |
| 24 | TM | Tây Ban Nha | Mario de Luis                              |